# Colombiana
Colombiana is een Franse actiefilm uit 2011. Deze werd geregisseerd door Olivier Megaton. De hoofdrol wordt gespeeld door Zoë Saldana.

## Verhaal
De negenjarige Cataleya ziet hoe haar ouders gedood worden in een afrekening en weet als enige aan het bloedbad te ontkomen. Met een chip voor de politie slaagt ze erin om Colombia te verlaten en haar oom in Chicago te bereiken. Ondanks haar jeugdige leeftijd weet ze al wat haar levensdoel zal worden: wraak op degenen die haar ouders brutaal hebben vermoord. Met geld en steun van haar malafide oom wordt ze een huurmoordenares en jaagt ze haar levensdoel na. Wat volgt is een tocht met veel actie, wilde achtervolgingen en explosies.

## Rolverdeling
- Zoë Saldana als Cataleya Restrepo
  - Amandla Stenberg als Cataleya als kind
- Michael Vartan als Danny Delanay
- Cliff Curtis als Emilio Restrepo
- Lennie James als special agent James Ross
- Callum Blue als Steve Richard
- Jordi Mollà als Marco
- Graham McTavish als hoofd-Marshal Warren
- Max Martini als special agent Williams
- Jesse Borrego als Fabio Maria Restrepo
- Cynthia Addai-Robinson als Alicia Restrepo
- Sam Douglas als William Woogard
- Doug Rao als Michael Shino
- Beto Benites als Don Luis Sandoval